# Récifs indispensables
Les récifs indispensables sont une chaîne de trois grands atolls coralliens de la mer de Corail.
La chaîne s’étend sur une longueur de 114 km et sa largeur moyenne est de 18 km, alignée dans une direction nord-ouest sud-est. Elle est située à environ 50 km au sud de l'île Rennell. Administrativement, Elle dépend de la province de Rennell et Bellona. Les trois atolls comportent chacun un lagon profond.